# Луси Парсънс
Луси Елдин Гонзалес Парсънс (на английски: Lucy Eldine González Parsons) (1853 – 7 март 1942) е американски радикален работнически лидер и комунистически анархист, запомнена с мощната си ораторска способност, една от най-влиятелните за времето си.

## Биография

### Ранни години в Тексас
Луси Парсънс е родена във Вирджиния като дъщеря на роб през 1853 г. и по средата на Гражданската война се премества в град Уейко, щата Тексас. Тя е родена като робиня, дъщеря на черен мексиканец на име Мари дел Гатер и Джон Уолър, метис от индианската нация Крийк. Луси остава сираче на 3-годишна възраст и е отгледана от чичо на име Оливър Гейтингс. По време на младостта си тя е известна като Луси Гонсалес.
През 1870 г. Луси среща Албърт Парсънс, бивш войник от армията на Конфедерацията в гражданската война, за когото скоро ще се омъжва. Те се женят незаконно поради законите срещу расовото смесване. По това време Албърт Парсънс е прострелян в крака и заплашен с линч заради защитата на регистрацията на чернокожи избиратели.
Въпреки всички възможни взаимни обвинения и атаки, които биха могли да понесат за това, че са междурасови бракове и че той е активист за освобождението на черните, Луси и Албърт се женят през 1871 г. Те трябва да избягат от Тексас за Чикаго поради заплахите, които получават.

### В Чикаго
И двамата се преместват в Чикаго през 1873 г. и се включват активно в революционното движение. В Чикаго Албърт Парсънс получава работа като асистент в печатница, докато Луси отваря шивашка работилница, където прави рокли по поръчка. В същото време Парсън стават активни фигури в либертариански организации, като за първи път се включват в работническото движение в края на  19 век и участват във форми на революционен активизъм от името на политически затворници, африкански потомци, бездомни и жени.
И двамата допринасят с поредица от статии и рецензии във вестниците. Луси пише за вестника The Socialist през 1878 г. и The Alarm, вестника на Международната асоциация на работещите, която те основават заедно с други сътрудници през 1883 г.
През 1886 г., без никакви доказателства, представени на съда, свързващи Албърт Парсънс с бомбените атентати в Хеймаркет, той е арестуван и осъден на смърт заедно с Август Спайс, Адолф Фишер, Луис Линг и Джордж Енгел от щата Илинойс, всички те, участници в работническото движение в борбата за осемчасов ежедневен работен ден.
Екзекуцията на Албърт Парсънс се състои на 11 ноември следващата година (1887) и заедно с екзекуцията на четирима други анархисти се превърна в отправна точка за цялото световно работническо движение, което постепенно започна да приема годишнината от бунта на Хеймаркет, 1 май, като ден на памет и демонстрация на работническата класа.
„Анархистите знаят, че дълъг период на образование трябва да предхожда всяка голяма фундаментална промяна в обществото, тъй като те не вярват в мизерията на гласуването, нито в политическите кампании, а по-скоро в развитието на индивиди с автономно мислене.(Луси Парсънс, Принципите на анархизма, 1890 г.) През 1892 г., след като публикува Liberty: A Revolutionary Anarchist-Communist Monthly, Луси Парсънс едва не се озовава в затвора заради тона на речите си в публичните пространства и за разпространение на анархистка пропаганда.

### Разногласия с Ема Голдман
В своята защита на анархистката кауза Луси Парсънс имаше идеологически разногласия с други съвременни анархисти, включително Ема Голдман, поради идеята си да смята класовия въпрос за по-важен от проблемите на пола и борбата за сексуална свобода. Според различни историци Ема Голдман и Луси Парсънс представляват различни поколения анархизъм в Съединените щати. Този факт завършва с личен и идеологически конфликт. Каролин Ашбау анализира разликите между двете:
«Феминизмът на Луси Парсънс смята, че потисничеството, на което са подложени жените, е пряк резултат от капитализма, той се основава на ценностите на работническата класа. Феминизмът на Ема Голдман имаше абстрактен характер на свобода за жените във всичко, по всяко време и на всяко място. Нейният феминизъм има различен произход от този на работническата класа. Голдман представлява феминизма, застъпен в анархисткото движение от 1890 г. Анархистките интелектуалци биха разпитали Луси Парсънс за нейните нагласи по отношение на въпроса за жените. (Carolyn, Ashbaugh, Lucy Parsons: American Revolutionary, Чикаго: Charles H. Kerr Publishing), 1976. През 1908 г., след като капитан Махоуни (от полицейското управление на Ню Йорк) проваля конференция на Голдман в Чикаго, заглавията на вестниците казват, че популярният анархист е присъствал на шоуто, „с единственото изключение на Луси Парсънс.“ , която не е в най-доброто условия с Ема Голдман.
Парсънс е посветена единствено на освобождението на работническата класа, осъждайки речта на Голдман, „насочена към средната класа“; Голдман обвинява Парсънс, че язди славата, донесена ѝ от мъченическата смърт на съпруга ѝ.
Идеологическите различия между Парсънс и Голдман са ескалация на конкуренцията за популярност помежду им. Голдман, в своята автобиография, Living My Life, кратко споменава присъствието на „Mrs. Луси Парсънс, вдовица на нашия мъченик Албърт Парсънс“, на конгреса на труда в Чикаго, отбелязвайки, че тя „е взела активно участие в събитията“. Впоследствие Голдман почти не споменава произхода си като робиня в южно семейство и подхода си към анархизма. Няма друго споменаване за него.
На по-лично ниво, Парсънс смята, че е твърде лесно за Голдман да живее „свободна“ любов и сексуалност и да отправя искания за освобождаване на жените и преструктуриране на семейните отношения, защото не трябва да се тревожи, че ще забременее. : Голдман страдала от деформация на матката, която и попречила да има деца. Контрацептивните методи не бяха лесно достъпни за американската работническа класа, достатъчно, за да насърчат сексуалната активност, която би увеличила нивата на бременност, потапяйки семействата в още по-голяма бедност.

### Дейности в началото на 20 век
През 1905 г. тя участва в основаването на организацията Industrial Workers of the World и започва да редактира вестник Liberator, който служи като средство за комуникация на IWW в град Чикаго. Подходът на Луси винаги се основава на класовата борба, срещу бедността и безработицата. През януари 1915 г. Парсънс лично организира гладни демонстрации по улиците на Чикаго, водейки AFL и Социалистическата партия зад него, за да участват в гигантска демонстрация на 12 февруари.
По този повод Парсънс - който няколко години по-късно, през 1920 г., ще бъде етикетиран от Чикагската полиция като „по-опасен от хиляда бунтовници“ – според съобщенията каза: „Моята концепция за стачката в бъдеще не е спиране, което „В края й хората ще се приберат по домовете си гладни, а по-скоро стачка, при която всеки ще остане безработен и ще вземе необходимите средства за производство за себе си.“ Парсънс предшества седящите стачки в Съединените щати и по-късно фабричните окупации в Аржентина.
През 1927 г. тя започва работа за Националния комитет за защита на труда, прогресивна организация, която има за цел да защитава свободата на организиране на политическите дейности на работниците и се противопоставя на много епизоди, в които афро-американци са били несправедливо обвинявани в престъпления, които очевидно не са били извършени, както в случая със Скотсбъро Нин и Анджело Херндън.
Има противоречия относно един от пасажите в нейната биография. Много от нейнита биографи (включително Центъра на Луси Парсънс, IWW и Джо Ноулс) смятат, че Парсънс би се присъединила към комунистическата партия през 1939 г. Междувременно други, като Гейл Аренс в есето си „Луси Парсънс: мистериозна революционерка, по-опасна от A „Хиляди бунтовници“, заявява, че в некролога, публикуван от него, издаден след ижключването му от комунистическата партия, не се споменава евентуална принадлежност или фактът, че е бил член на партията.

### Старост и смърт
Парсънс продължава пламенните си речи на Bughouse Square в Чикаго до 80-те си години, речи в една от които биха вдъхновили Стъдс Търкъл. Една от най-големите и изяви е по време на Harvester International през февруари 1941 г.
Луси Парсънс умира на 7 март 1942 г. на 89-годишна възраст, сляпа и отслабена от годините при случаен пожар. Съпругът и Джордж Маркстол също почина на следващия ден от изгаряния, получени, докато се опитва да я спаси от пламъците. Дори след смъртта й държавата продължава да я смята за заплаха и в резултат на това полицията конфискува библиотеката й с повече от 1500 книги с теми, свързани със секса, работническото движение и анархията, както и всичките й лични писания. Нейните тленни останки са погребани до тези на съпруга й, близо до паметника на Хеймаркет, в гробище Waldheim (сега гробище Forest Home), във Форест Парк, Чикаго.